# Castanopsis inermis
Castanopsis inermis là một loài thực vật có hoa trong họ Fagaceae. Loài này được (Lindl.) Benth. & Hook.f. mô tả khoa học đầu tiên năm 1880.